# 手賀川
この項目では、手賀川と下手賀川、六軒川、弁天川をまとめて説明する。
手賀川（てがかわ）は、千葉県にある利根川水系の河川。手賀沼と利根川を結ぶ。

## 概要
手賀沼東部に源を発し、東に流れる。流路に柏市、我孫子市、印西市がある。印西市発作付近で下手賀沼の水・下手賀川と合流する。途中、印西市大森で流路が2つに分かれる（北が六軒川、南が弁天川）。その後、印西市木下（きおろし）付近で再び合流し、利根川にそそぐ。

## 流路と干拓
手賀川は手賀沼の干拓により流路が伸びた。昔の手賀川は、今の手賀川本流と下手賀川との合流点付近が源であった。
手賀沼では、大きな干拓が2度行われている。第一干拓では、現在の下手賀川付近、第二干拓では今の手賀川北岸が埋められた。これにより、ほとんどが水田となり、残った部分が手賀川となった。

## 周辺地域
手賀川周辺は干拓の影響もあって田圃が広がり、豊かな田園風景が楽しめる。また、多くの疏水や水路があり、地元の水源にもなっている。

### 流路付近にある施設
上流より
- 手賀沼フィッシングセンター
- 我孫子高校野球場
- 手賀沼湖畔霊園
- 手賀の丘公園
- 手賀ライスセンター
- みやま食品工業沼南工場
- 湖北駅
- 新木駅
- 千間堤跡
- 終末処理場
- 終末火葬場
- 千葉県立我孫子東高等学校
- 布佐駅
- 国道356号
- 国土交通省北千葉揚排水機場
- 木下駅
- 印西市役所・印西警察署
- 印西市役所中央公民館
- 干拓稲荷神社

## 支流
- 下手賀川
  - 亀成川
  - 金山入落

## 橋
上流より

### 手賀川
- 手賀曙橋 （てがあけぼのばし）
- 水道橋
- 浅間橋 （せんげんばし）
- 関枠橋 （せきわくばし）

### 下手賀川
- 手賀干拓一の橋（千葉県道282号柏印西線）
- 発作橋 （ほっさくばし）

### 六軒川
- 六軒大橋 （国道356号印西バイパス）
- 六軒川橋梁（成田線）
- 六軒橋（国道356号）

### 弁天川
- 弁天大橋 （国道356号印西バイパス）
- （名称不明・市道橋梁）
- 成田線橋梁
- 弁天橋 （国道356号）
- 六幸橋 （ろっこうばし）